# Frăsinetu
Frăsinetu – wieś w Rumunii, w okręgu Aluta, w gminie Dobrosloveni. W 2011 roku liczyła 468 mieszkańców.